# Eper-generáció
Az eper-generáció (kínaiul: 草莓族; pinyin: Cǎoméi zú; vagy 草莓世代; cǎoméi shìdài) egy kínai nyelvű neologizmus az 1982-től kezdődően született tajvaniakra (ami a nyugati millennium-generációnak és a Z generációnak felel meg), akik „könnyen összetörnek”, mint az eper – vagyis nem bírják a társadalmi nyomást és a kemény munkát, mint a szüleik generációja; a kifejezés olyan emberekre utal, akik engedetlenek, elkényeztetettek, önzőek, arrogánsak és lomhák a munkában.
A kifejezés abból a felfogásból ered, hogy e generáció tagjai a szüleik túlzott védelmében és gazdasági jólétben nőttek fel, hasonlóan ahhoz, ahogyan az epret védett üvegházakban termesztik, és más gyümölcsökhöz képest magasabb árat kérnek érte.
A kifejezés kezd egyre nagyobb teret nyerni a kelet-ázsiai sajtóban, mivel a fogyasztói magatartás szempontjából egy növekvő demográfiai vagy pszichográfiai csoportot jelölhet meg vele. Az epergeneráció, akárcsak a kínai 80-as évek utániak, a nyugati világban az ezredfordulósok vagy az úgynevezett hópehely-generáció ázsiai megfelelője lehet.

## Ironikus használat
A kifejezésre ironikusan utalva, egy 2008-as diákvezérelt politikai mozgalom Tajvanon elindította a Wild Strawberries Movement (Vad eper mozgalom) nevet. Ez a mozgalom válasz volt a Kínai Szövetség a Tajvani-szoroson Átnyúló Kapcsolatokért (ARATS) elnökének, Csen Jünlinnek a szigetre tett látogatására. A Csen ellen irányuló tüntetéseken a rendőrség fellépése elnyomta a tajvani nemzeti zászló kitűzését és a tajvani dalok lejátszását. Ez arra késztetett egy 400 fős diákcsoportot Tajpejben, Tajvanon, hogy ülősztrájkot kezdjen a végrehajtó jüan előtt, tiltakozásul a tajvani felvonulási és gyülekezési törvény (kínaiul: 集會遊行法) ellen.

## Lásd még
- Helikopter szülők
- Kyoiku mama
- Kiasi